# Kazubek (gmina Wierzbinek)
Kazubek – wieś sołecka w Polsce położona w województwie wielkopolskim, w powiecie konińskim, w gminie Wierzbinek.
Miejscowość powstała z leżącej nad Pichną osady młyńskiej. W latach 1975–1998 administracyjnie należała do województwa konińskiego. W roku 2009 Kazubek wraz z miejscowościami Florianowo, Katarzynowo i Żółwiniec liczył 130 mieszkańców, w tym 63 kobiety i 67 mężczyzn.
Na terenie wsi występują gleby kompleksu zbożowo-pastewnego mocnego.